# Aethiopia paratanganjicae
Aethiopia paratanganjicae là một loài bọ cánh cứng trong họ Cerambycidae.